# Collegio plurinominale Emilia-Romagna - 02 (Camera dei deputati 2020)
Il collegio elettorale plurinominale Emilia-Romagna - 02 è un collegio elettorale plurinominale della Repubblica italiana per l'elezione della Camera dei deputati.

## Territorio
Come previsto dalla legge n. 51 del 27 maggio 2019, il collegio è stato definito tramite decreto legislativo all'interno della circoscrizione Emilia-Romagna.
Il collegio comprende la zona definita dai quattro collegi uninominali Emilia-Romagna - 04 (Modena), Emilia-Romagna - 05 (Imola), Emilia-Romagna - 06 (Bologna) e Emilia-Romagna - 07 (Carpi) quindi tutto il territorio della città metropolitana di Bologna e della provincia di Modena e i 3 comuni di Baiso, Casalgrande e Castellarano in provincia di Reggio Emilia.

## XIX legislatura

### Risultati elettorali
|                               | Partito Democratico - Italia Democratica e Progressista | 286 362   | 30,71 | 2 | 365 044 | 39,14 | 3 |  |  |
|                               | Alleanza Verdi e Sinistra                               | 45 148    | 4,84  | 1 | 365 044 | 39,14 | 3 |  |  |
|                               | +Europa                                                 | 30 351    | 3,25  | – | 365 044 | 39,14 | 3 |  |  |
|                               | Impegno Civico – Centro Democratico                     | 3 183     | 0,34  | – | 365 044 | 39,14 | 3 |  |  |
|                               | Fratelli d'Italia                                       | 211 144   | 22,64 | 3 | 321 726 | 34,50 | 1 |  |  |
|                               | Lega per Salvini Premier                                | 59 708    | 6,40  | – | 321 726 | 34,50 | 1 |  |  |
|                               | Forza Italia                                            | 46 213    | 4,96  | – | 321 726 | 34,50 | 1 |  |  |
|                               | Noi Moderati                                            | 4 661     | 0,50  | – | 321 726 | 34,50 | 1 |  |  |
|                               | Movimento 5 Stelle                                      | 97 744    | 10,48 | 1 | 97 744  | 10,48 | – |  |  |
|                               | Azione - Italia Viva                                    | 86 300    | 9,25  | 1 | 86 300  | 9,25  | – |  |  |
|                               | Unione Popolare                                         | 16 133    | 1,73  | – | 16 133  | 1,73  | – |  |  |
|                               | Italexit                                                | 15 879    | 1,70  | – | 15 879  | 1,70  | – |  |  |
|                               | Italia Sovrana e Popolare                               | 13 795    | 1,48  | – | 13 795  | 1,48  | – |  |  |
|                               | Vita                                                    | 9 518     | 1,02  | – | 9 518   | 1,02  | – |  |  |
|                               | Partito Animalista – UCDL – 10 Volte Meglio             | 5 686     | 0,61  | – | 5 686   | 0,61  | – |  |  |
|                               | Noi di Centro – Europeisti                              | 729       | 0,08  | – | 729     | 0,08  | – |  |  |
| Totale                        | Totale                                                  | 932 554   | 100   | 8 | 932 554 | 100   | 4 |  |  |
|                               |                                                         |           |       |   |         |       |   |  |  |
| Voti non validi               | Voti non validi                                         | 34 451    | 3,56  |   |         |       |   |  |  |
| Votanti                       | Votanti                                                 | 967 005   | 73,57 |   |         |       |   |  |  |
| Elettori                      | Elettori                                                | 1 314 319 |       |   |         |       |   |  |  |
|                               |                                                         |           |       |   |         |       |   |  |  |
| Data: 25 settembre 2022       |                                                         |           |       |   |         |       |   |  |  |
| Fonte: Ministero dell'interno |                                                         |           |       |   |         |       |   |  |  |

### Eletti

#### Eletti nei collegi uninominali
Eletti nella coalizione di centro-destra (FdI - Lega - FI - NM)
     Eletti nella coalizione di centro-sinistra (PD-IDP - AVS - +E - IC-CD)
| Collegio uninominale | Eletto | Eletto          | Partito             |
| -------------------- | ------ | --------------- | ------------------- |
| 4. Modena            |        | Daniela Dondi   | Fratelli d'Italia   |
| 5. Imola             |        | Angelo Bonelli  | Europa Verde        |
| 6. Bologna           |        | Virginio Merola | Partito Democratico |
| 7. Carpi             |        | Andrea De Maria | Partito Democratico |

#### Eletti nella quota proporzionale
| Partito Democratico-IDP      | Fratelli d'Italia                               | Movimento 5 Stelle | Azione - Italia Viva | Alleanza Verdi e Sinistra |
| ---------------------------- | ----------------------------------------------- | ------------------ | -------------------- | ------------------------- |
|                              |                                                 |                    |                      |                           |
| Elly Schlein Stefano Vaccari | Galeazzo Bignami Beatriz Colombo Gianluca Vinci | Stefania Ascari    | Naike Gruppioni      | Aboubakar Soumahoro       |

1. ↑  In data 05.06.2025 aderisce al gruppo FdI.
2. ↑  In data 09.01.2023 aderisce al gruppo misto.